# Солето
Солето (итал. Soleto) — коммуна в Италии, располагается в регионе Апулия, в провинции Лечче.
Население составляет 5527 человек (2008 г.), плотность населения составляет 191 чел./км². Занимает площадь 29 км². Почтовый индекс — 73010. Телефонный код — 0836.
Покровителями коммуны почитаются Пресвятая Богородица (Santa Maria delle Grazie), празднование 4 августа, и святой Sant’Antonio di Padova.
Населяемая в основном меньшинством греческого происхождения, говорящим также на диалекте греческого языка, коммуна входит в Союз городов Салентийской Греции (Unione dei Comuni della Grecìa Salentina).

## Демография
Динамика населения:

## Археология
Неподалёку от Солето в 2003 году на глиняном черепке была обнаружена так называемая «карта Солето» с изображением фрагмента Апеннинского полуострова, на котором в то время располагались 13 городов. Карта датируется примерно 500 годом до нашей эры. Большинство географических названий написаны на исчезнувшем мессапском диалекте иллирийских языков.